# 平潭島戰役
平潭島戰役是第二次國共內戰期間發生在平潭島上的一場戰役，作戰雙方為中國人民解放軍與中華民國國軍，日期為1949年9月11日至9月17日，最終中國人民解放軍佔領平潭島。

## 簡介
民國三十八年（1949年）8月下旬，中國人民解放軍佔領福州後，得知中華民國國軍處於整編狀態，於是於1949年9月11日開始進攻平潭島外圍島嶼。中國人民解放軍方面指揮將領為第二十八軍之副軍長蕭鋒。平潭島上防守力量有中華民國國軍第七十三軍第二三八師和第五十一師等部隊。
9月12日晚，中國人民解放軍進攻小練島和大練島。9月13日4時，蕭鋒之第二十八軍二四七團全殲小練島上的第七十三軍二三八師七一二團三營七連。19時，二五二團和二五四團攻佔草嶼和塘嶼，殲滅第七十三軍工兵營一個排。二五○團攻佔鼓嶼。9月14日拂曉前，第二十八軍二四七團攻佔大練島西部高地；16時30分，中國人民解放軍攻佔大練島，全殲七一二團三營、七一四團兩個營，俘虜二三八師七一四團八百餘人。9月15日19時，第二十八軍進攻平潭島，中華民國國軍向王爺山、流水、錢便澳撤退。9月16日午後，中國人民解放軍佔領平潭島。第七十三軍撤退至牛山島、東庠島。9月17日中午，第七十三軍再撤退至馬祖，平潭島戰役結束。
此次戰役，中華民國國軍第七十三軍三十八師、五十一師、新編十五師三個師以及平潭保安團大部被殲，1,400餘名士兵陣亡，8,300多人被俘虜。中國人民解放軍第二十八軍方面有32人陣亡，82人受傷。